# Virbia elisca
Virbia elisca là một loài bướm đêm thuộc phân họ Arctiinae, họ Erebidae.